# Aechmea aenigmatica
Espèce
Classification phylogénétique
Aechmea aenigmatica est une espèce de plantes de la famille des Bromeliaceae, endémique de l'État de Oaxaca au Mexique. L'espèce a été décrite en 2011.

## Description
L'espèce est épiphyte.